# Douglas Mackintosh
Christopher Douglas Mackintosh (* 7. März 1931 in London; † 14. Januar 2024) war ein britischer Skirennläufer.

## Biographie
Douglas Mackintosh entstammte einer sportlichen Familie. Sein Vater Chris Mackintosh war unter anderem als Bobsportler und Weitspringer aktiv, seine Geschwister Vora, Sheena und Charlach Mackintosh waren ebenfalls als Skirennläufer aktiv.
Douglas nahm 1956 an den Olympischen Winterspielen teil, wobei er bei seinem einzigen Start in der Abfahrt disqualifiziert wurde und so ohne Platzierung blieb.

## Erfolge

### Olympische Winterspiele
- Cortina d’Ampezzo 1956: DSQ Abfahrt

### Weltmeisterschaften
- Cortina d’Ampezzo 1956: DSQ Abfahrt